# 魔岩山传说

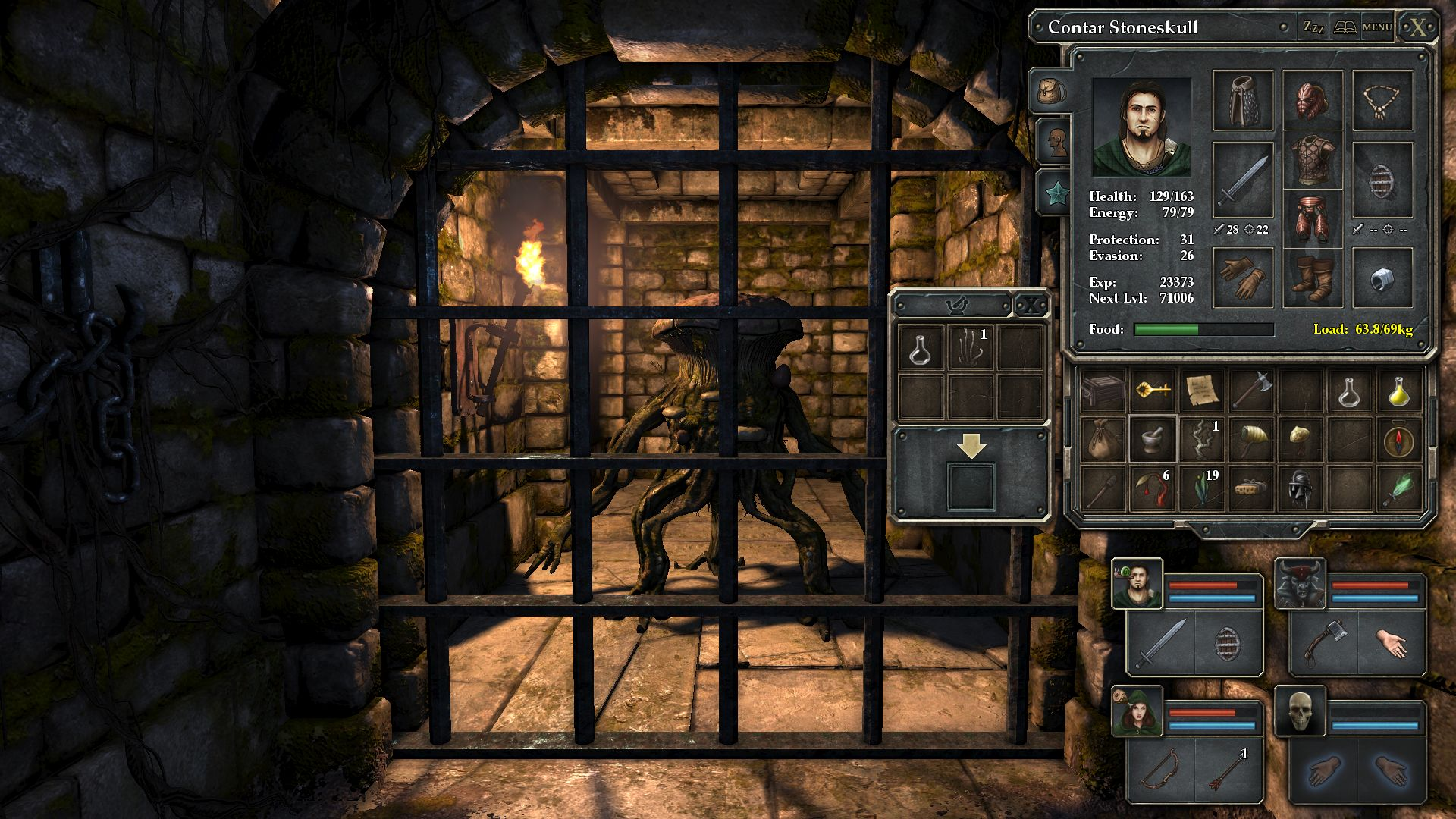
面向怪物、一角色行囊打开时

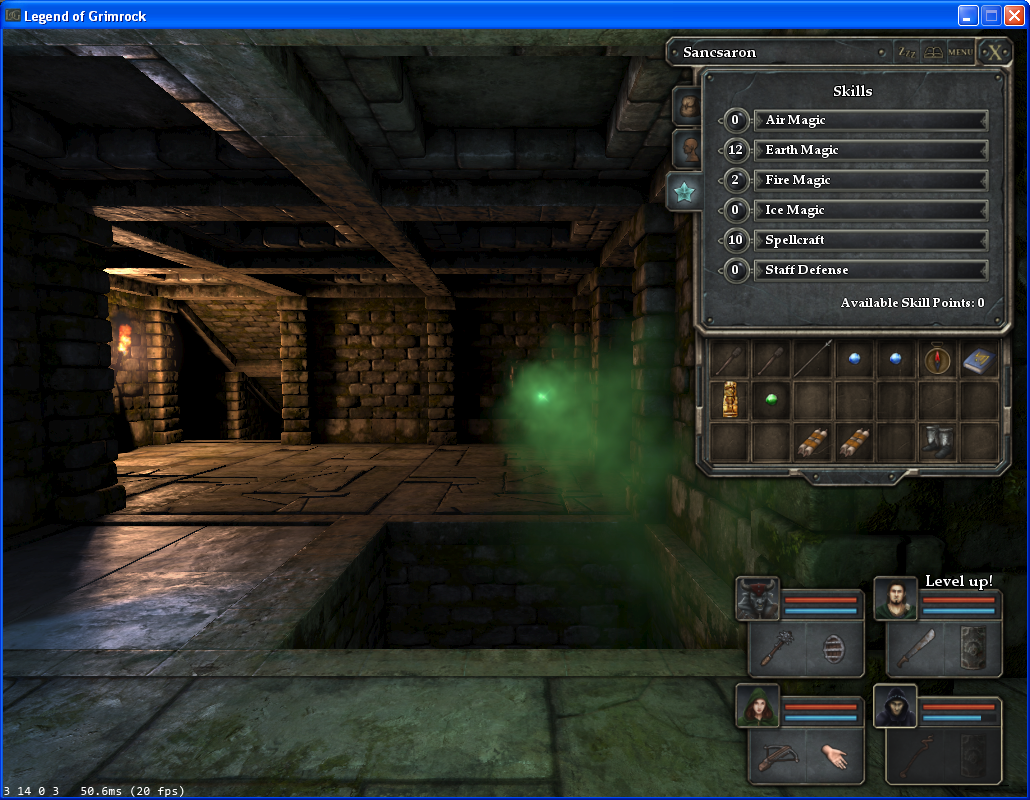
右下角的角色向前释放毒气魔法

《魔岩山传说》（英語：Legend of Grimrock）是一款芬兰独立游戏开发团队Almost Human制作的第一人称视角動作角色扮演遊戲。游戏受旧式第一人称RPG启发，采用了复古的走格子移动方式和经典的迷题系统。其Windows版本发行于2012年4月11日。
Almost Human于2011年2月成立，是一个由4名开发者组成的独立团队。《魔岩山传说》是团队自筹资金开发的处女作。

## 剧情
《魔岩山传说》使用了并不复杂的地牢冒险类剧情。玩家所扮演的囚犯被流放到了与世隔绝的魔岩山里的上古洞穴中，该囚犯必须和同伴们一同击倒洞穴怪物，破解重重谜题，以便逃离魔岩山洞穴。

## 游戏方式
《魔岩山传说》是一款第一人称视角实时动作角色扮演游戏。玩家控制1至4名角色组成的队伍，队伍在一个3D实现的、由网格划分的地下城中进行基于网格的移动。这种移动方式在二十世纪八、九十年代的动作角色扮演游戏中很流行，代表作品有《迷宫魔兽》、《魔眼杀机》和《地下创世纪：冥河深渊》。据开发者自述，他们即从这几款游戏中得到大量启发，因而采用了这种复古的走格子的移动方式。与老游戏突兀的移动不同的是，《魔岩山传说》是在两格之间平滑移动，仰俯视也是平滑进行。
游戏是解谜和战斗的结合。角色杀敌得经验值，升级，提升技能能力，获得新魔法。装备可在探索和解谜中获取。较难的谜题作为给角色的额外奖励出现，解决这些难题并非通关必需，但可获得高级的装备。
为了向骨灰游戏致敬，游戏一开始时可以转换到“经典模式”，在这个模式中，地图系统被关闭。20世纪90年代的许多经典老游戏就是这样，要求玩家对地下城迷宫的路线必须有很好的记忆。游戏指南文件中甚至包含了一张网格纸页面，可供玩家打印出来自己画地图。

## 评价
《魔岩山传说》总体获得了评论家和玩家的好评。GameSpy的评论文章给了游戏“4.5/5（Great）”的评分，认为“魔岩山最精彩的地方在于它的谜题系统，在网上攻略盛行的现代，这种谜题系统已被角色扮演类游戏开发者所大量抛弃。”在IGN上，游戏获得了8.5/10分和“编辑推荐”，编辑称“经典的地牢冒险类游戏在这款极佳的老式RPG游戏中得到了性感的整容”。
虽然复古怀旧的游戏方式获得了普遍赞赏，但游戏怪物的外形设计和AI被指不足。
2013年初，Almost Human宣布该游戏已销售了60万份，並於2014年發行了續作《魔岩山传说2》。

## 图片

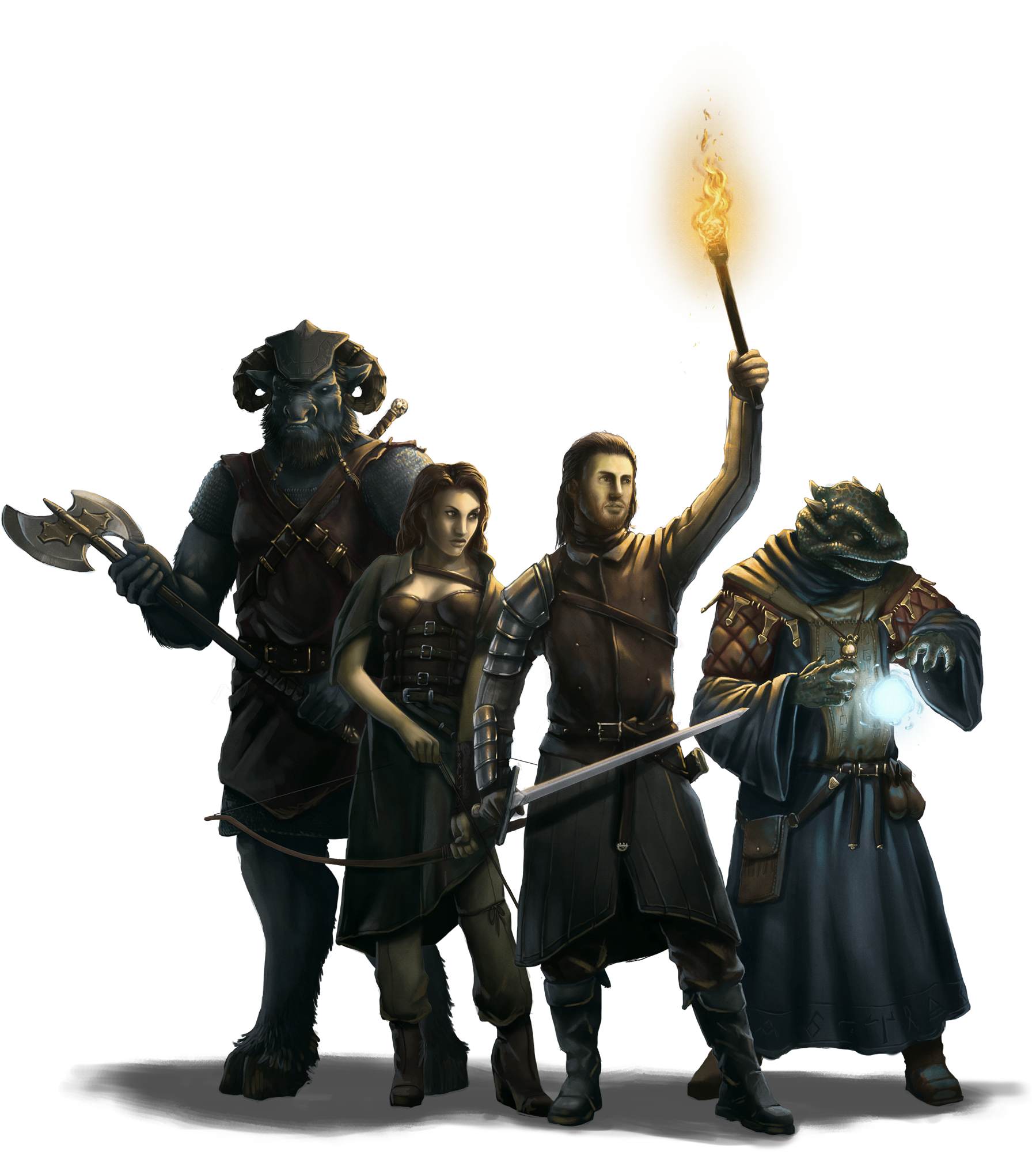
游戏封面艺术图（半透明PNG）
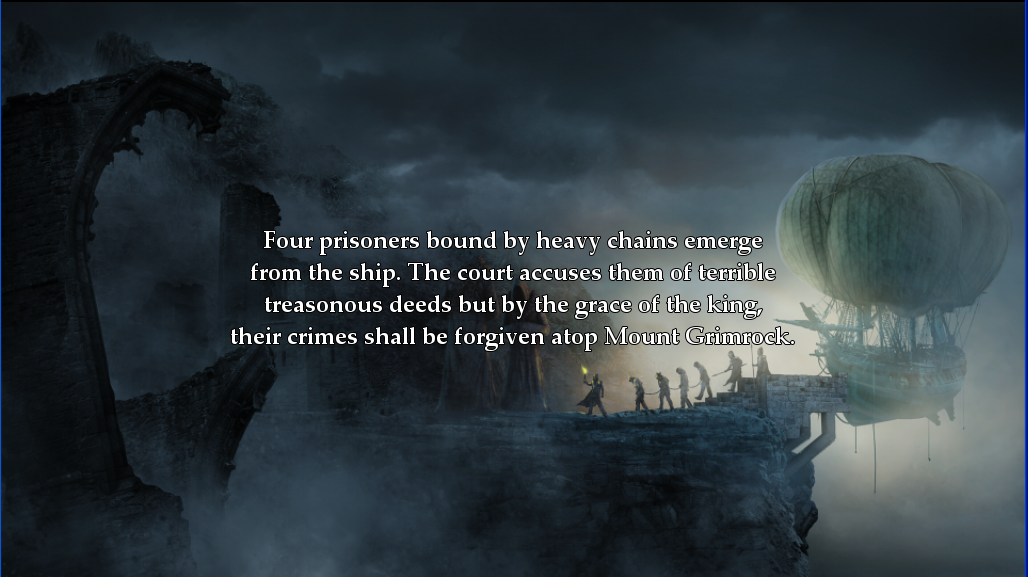
游戏开场白
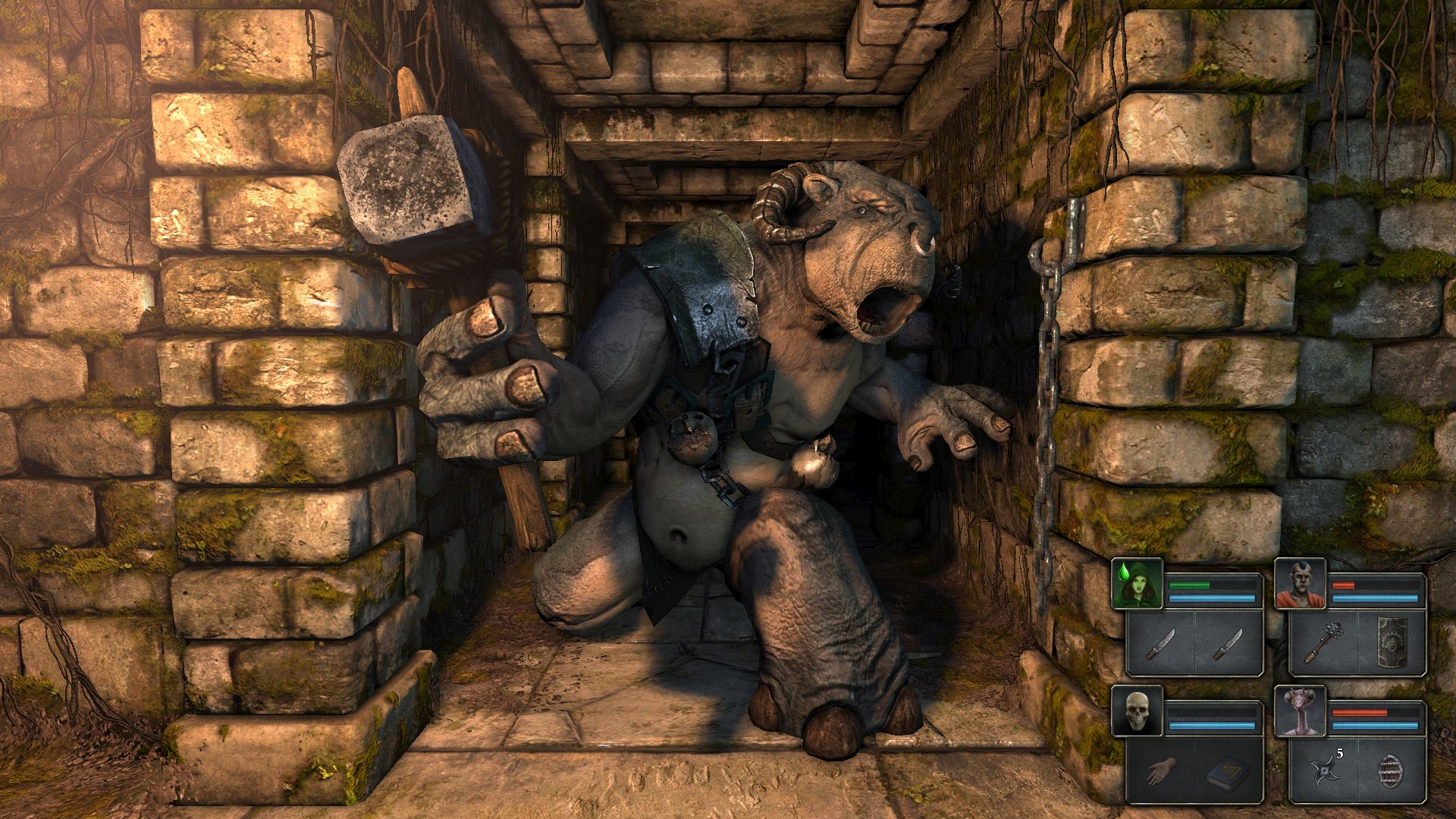
被食人巨妖攻击
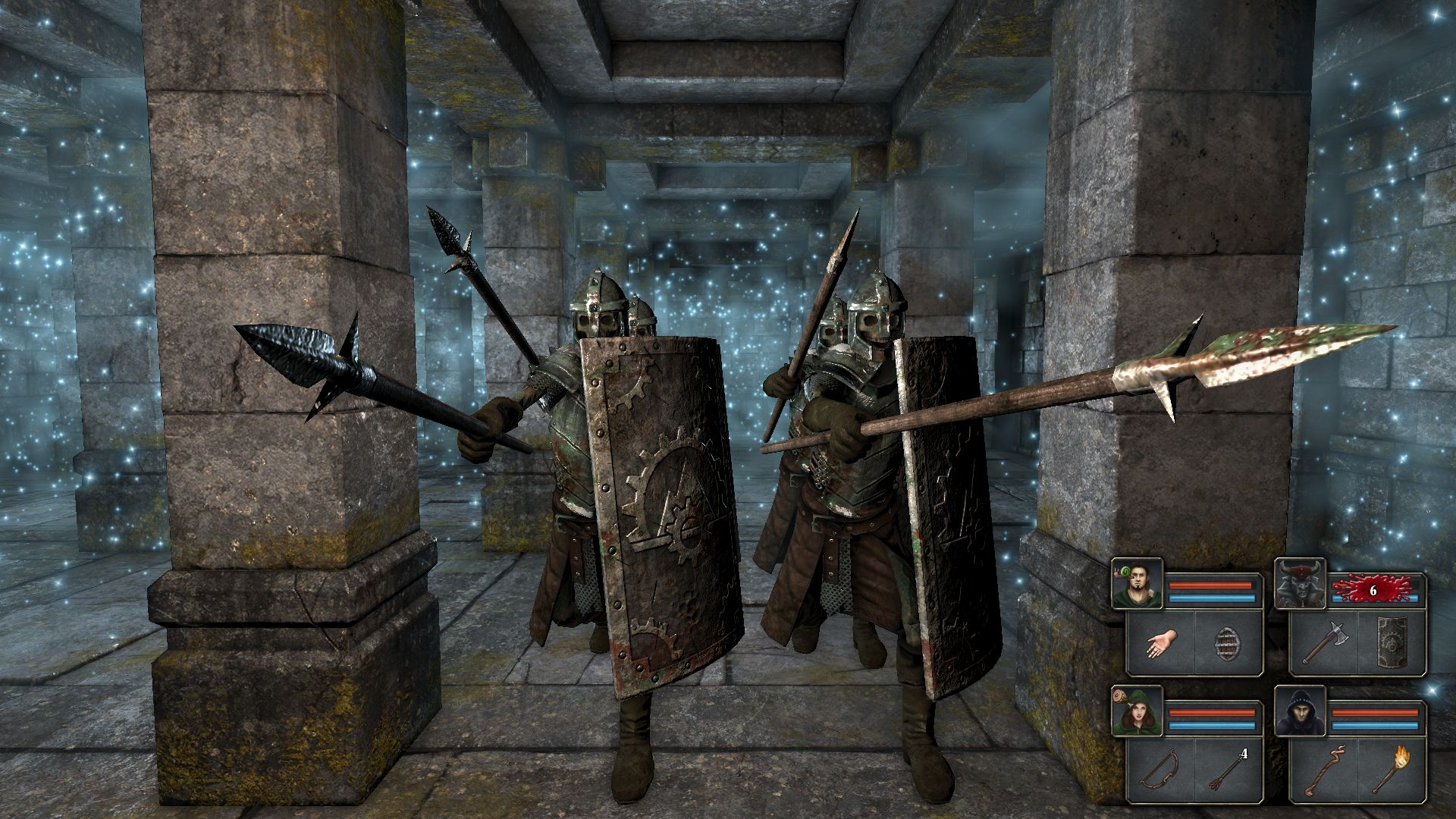
被卫兵攻击
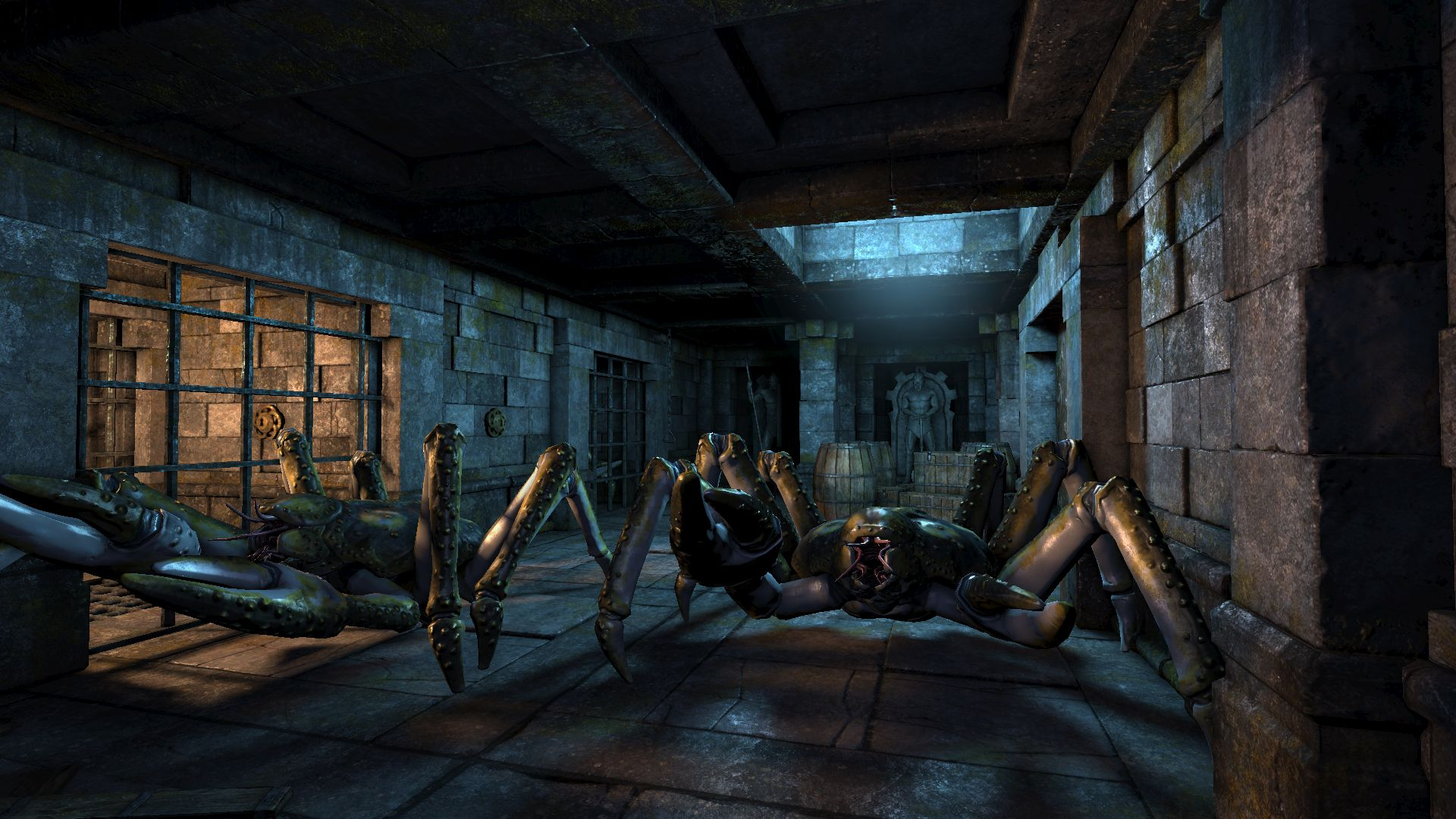
被蟹状怪攻击
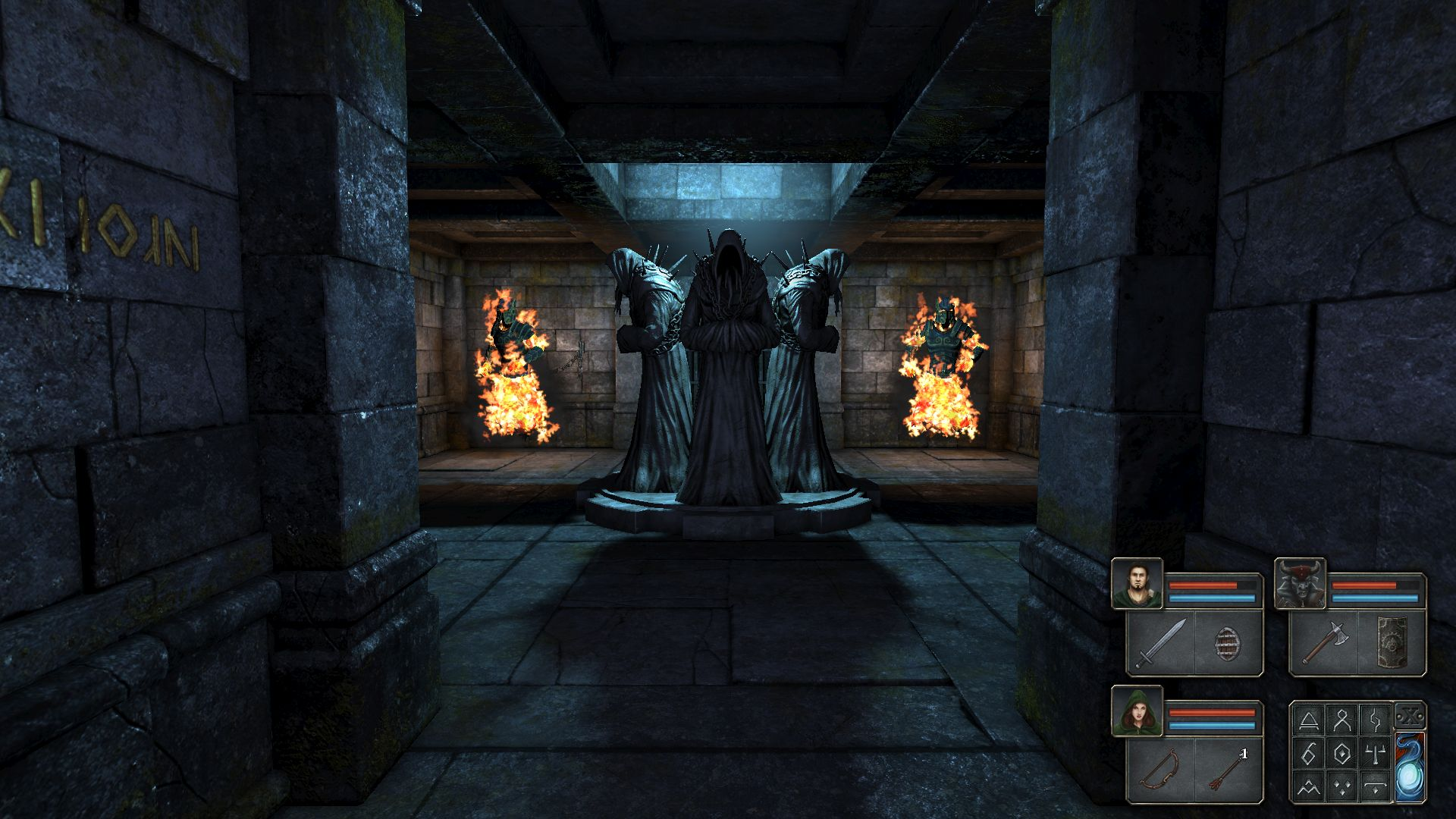
游戏场景
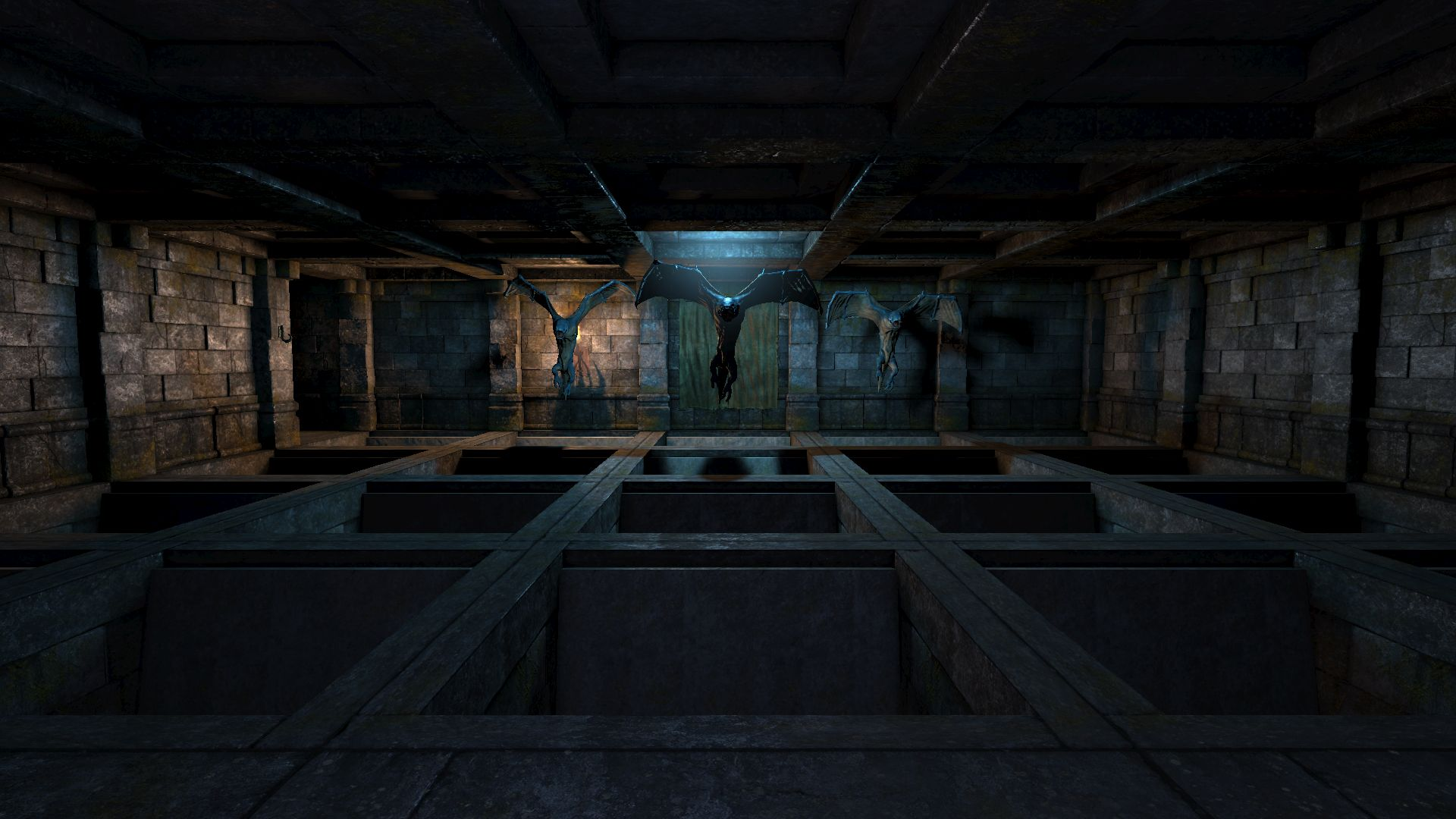
游戏场景
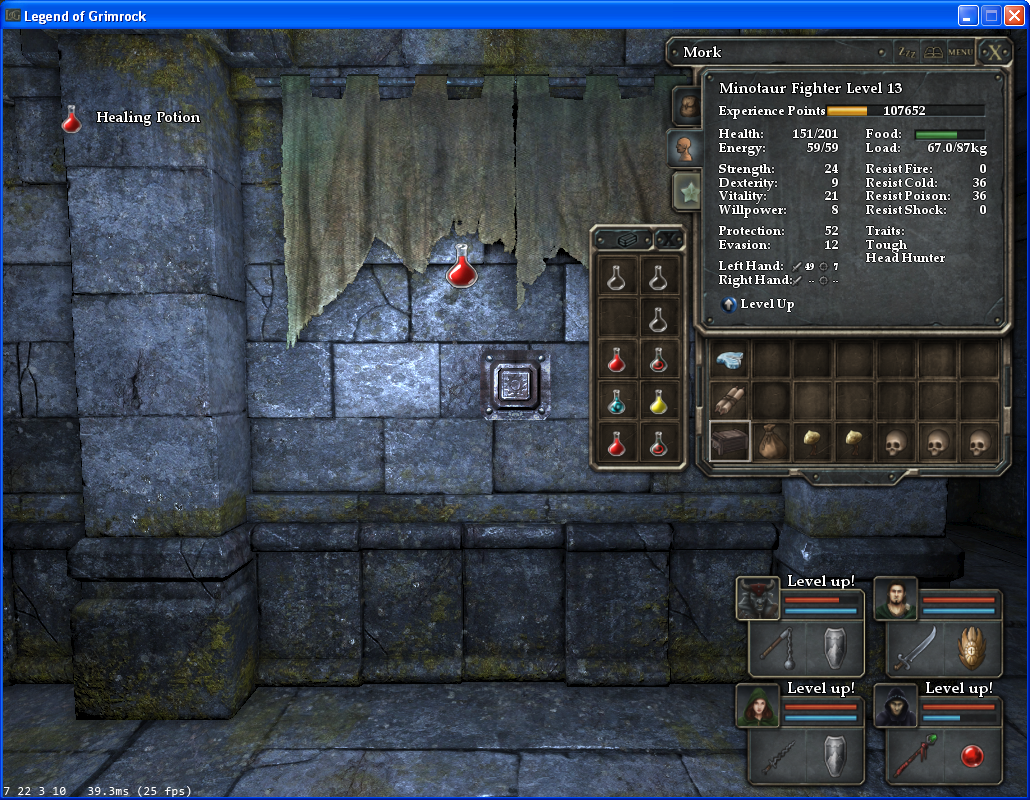
疗伤药剂
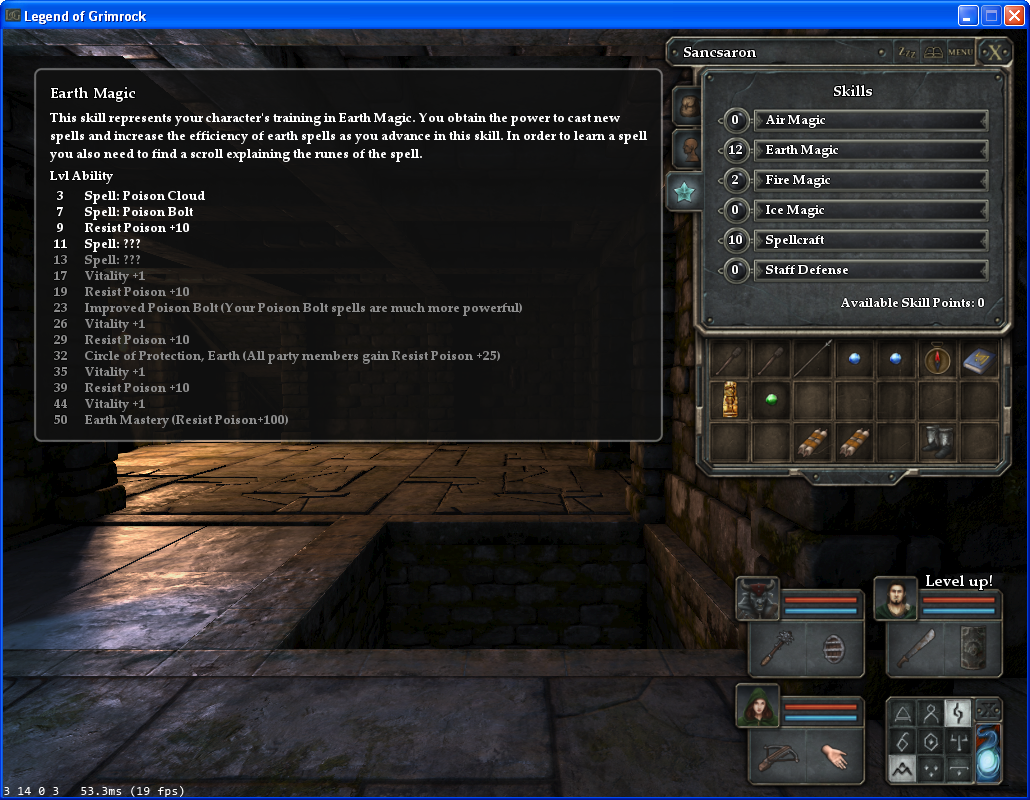
魔法窗口
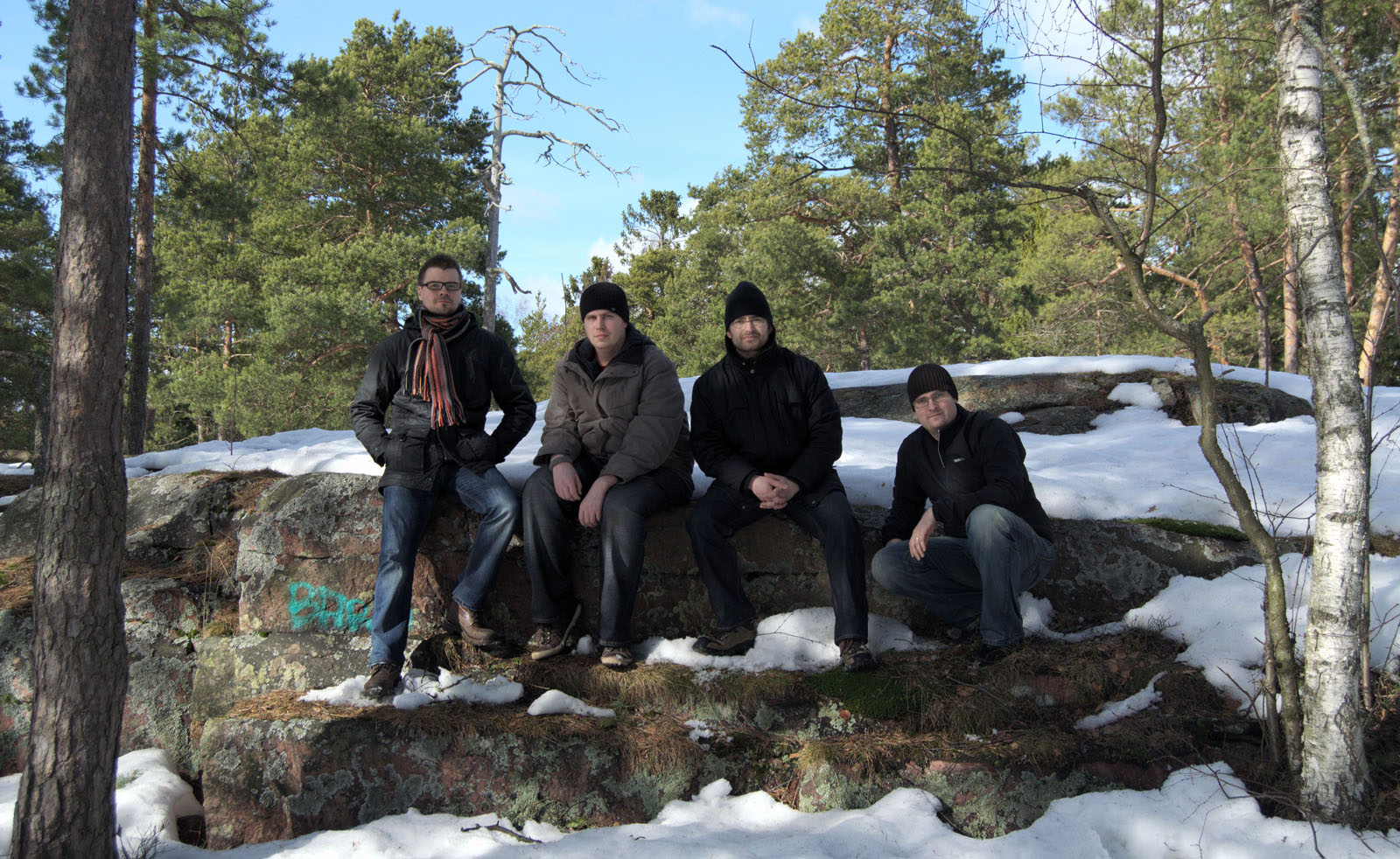
Almost Human四成员合影
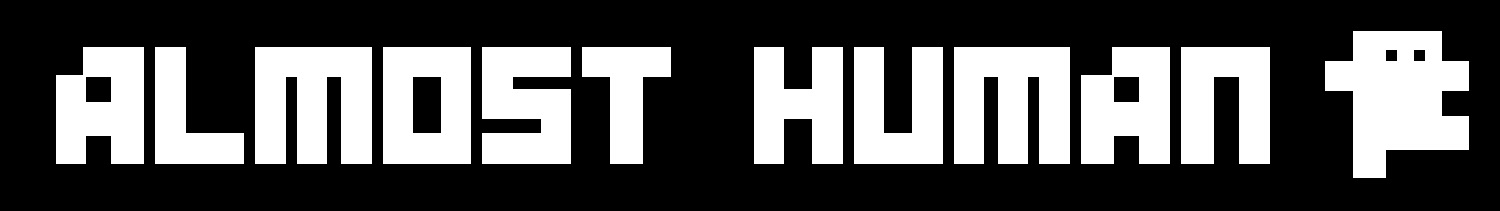
开发者Almost Human的标志